# غاواني
غاواني هي قرية في مقاطعة ميانة، إيران. عدد سكان هذه القرية هو 60 في سنة 2006.